# きると
『きると』 (QUILT) は、2005年12月16日にオービットのCLOVERブランドより発売された18禁恋愛アドベンチャーゲームである。各ヒロインに、グランドエンドとグッドエンド（ノーマルエンド）の2種類が用意されている。
2007年5月31日には、PlayStation 2版『きると 貴方と紡ぐ夢と恋のドレス』（きると あなたとつむぐこいとゆめのドレス）がNine's foxより発売された。

## ストーリー
現実にひとかけらの魔法が混じった小さな島「リプル島」。主人公のデザイナーの卵。この不思議な島で行われている服のコンテストを受けるため、タクミはやって来た。

## 登場キャラクター
声優はPC版／PS2版（1人だけの場合はPS2版）で表記。

### 主人公
フジカワ タクミ
声：無し
主人公。仕立屋カテドラルの見習いを卒業してコンテストを受ける為にリプル島にやって来た。

### ヒロイン
アイリ
声：赤白杏奈／麻見順子
タクミと同じアパートの住人。彼と同じくコンテストの参加者でもある。
エナ
声：岬友美／星野千寿子
タクミ達が入居している「ヴィラ・ブルーレース」というアパートの管理人。アメジスト色の目をしている。
ミズキ
声：岩田由貴／岩居由希子
この島の生まれながらの住人。小麦色の肌を持つ。
キリエ
声：三咲里奈／伊藤静
タクミと同じアパートの住人。大人っぽい。
カナミ
声：ありす／あおきさやか
タクミがリプル島に来る以前に世話になっていた、修行先の仕立て屋の娘。
シア
声：まきいづみ／柳瀬なつみ
この島に住んでいる少女。幻想的な雰囲気が漂う。

### PS2版追加ヒロイン
コリン
声：萩原えみこ
PS2版より攻略ヒロインに昇格。デザイナーを支えるギルド職員でアイテム合成などの手助けをしてくれる。
チヒロ
声：結本ミチル
PS2版からの新ヒロイン。カヤの妹。

### その他
ギルドマスター
声：山口由里子
タクミ達が所属するギルドのトップ。リプル島のどこに住んでいるのか誰も知らず、ギルド以外では見かけることはない。見かけは30代前半だが何年も年をとっていないかのように見かけが変わっておらず、謎の人。
ファピアン・ドラガノフ
声：伊藤健太郎
モデル志願の男で栄養失調で倒れているところをタクミに助けられた。
カイ
声：松元恵
ミズキの弟。　
カヤ
声：佐藤利奈
華嵐堂という和服店の店主。チヒロの姉。姐御口調でしゃべる。エナとは幼馴染で親友とも呼べる間柄。
キルト
バッドエンドやグッドエンド（ノーマルエンド）を迎えたときに攻略のヒントをくれる自称ヒント界からやってきた魔法店員。
アルブレヒト・フォン・ケッセルベルグ・グランデ
アイリが雛の頃に拾い育てた名付けた鳥で通称「アル」。種類はアルバトロス（アホウドリ）で大きな鳥。アイリに求愛行動として毎朝花を摘んでくる。
ザリネ
エナの靴屋に時々買い物に来るお客。彼氏がいる。

## 用語一覧
リプル島
ギルドの新人を発掘する大会が毎年行われている島で本作の舞台。モチーフはカプリ島。

## スタッフ
- 原画：CARNELIAN、すぎやま現象、西脇ゆぅり
- シナリオ：片桐由摩、西貝言羽、オズケイイチロウ
- 音楽：松浦貴雄、藤倉有理

## オープニングテーマ
「青空の彼方へ」
作詞：西貝言羽 / 編曲：上松範康 / 歌：KAKO
イギリス民謡「グリーンスリーブス」をベースに作られた。